# 岩藤俊幸
岩藤 俊幸（いわどう としゆき、1956年6月 - ）は、日本の外交官。衆議院事務局国際部長や、シカゴ総領事を経て、駐ジンバブエ特命全権大使。

## 経歴・人物
東京都生まれ。岡山市育ち。ニジマスの研究に従事し、1982年東京大学大学院農学系研究科修士課程修了。論文「細菌性鰓病におけるサケ科魚類の斃死と溶存酸素との関係」で修士の学位を取得。同年外務省入省。1985年からカリフォルニアで英語研修を受けたのち、1986年在カナダ日本国大使館に赴任。
1989年から外務省経済協力局技術協力課で、国際協力事業団の予算などを担当。1993年から外務省アフリカ二課で第1回アフリカ開発会議の準備にあたった。外務省分析一課勤務を経て、1998年在パキスタン日本国大使館一等書記官。2001年から在ジュネーヴ国際機関日本政府代表部参事官として、国際連合貿易開発会議と世界貿易機関の開発アジェンダを担当。
2003年から外務省経済局国際経済第一課企画官兼漁業室長や、外務省経済局経済安全保障課企画官兼漁業室長、みなみまぐろ保存委員会日本政府代表、全米熱帯まぐろ類委員会委員・日本政府代表、大西洋まぐろ類保存国際委員会日本政府代表を務め、捕鯨会議日本政府代表代理として捕鯨問題に携わった。2006年外務省領事局外国人課長。2007年から内閣官房内閣参事官（内閣官房副長官補付）、内閣官房総合海洋政策本部事務局参事官として、ソマリア沖の海賊等の問題への対象のため海賊行為の処罰及び海賊行為への対処に関する法律策定にあたった。
2009年在フィンランド日本国大使館参事官。2010年在フィンランド日本国大使館次席公使。2012年衆議院事務局国際部長。2014年公益財団法人地球環境戦略研究機関統括研究ディレクター/プリンシパルフェロー。シカゴ総領事を経て、2017年駐ジンバブエ特命全権大使。
2020年12月、退官。

## 同期
- 秋葉剛男（21年国家安全保障局長・18年外務事務次官）
- 伊藤伸彰（16年ウズベキスタン大使）
- 岡浩（21年エジプト大使・19年マレーシア大使・16-17年トルコ大使）
- 斎木尚子（17年外務省研修所長・15年国際法局長）
- 嶋崎郁（20年ヨルダン大使・17年チェコ大使）
- 能化正樹（21年駐スウェーデン大使・18年駐エジプト大使）
- 髙岡望（21年カメルーン大使）
- 髙瀨寧（21年ラトビア大使・17年メキシコ大使・14年中南米局長）
- 林肇（20年英国大使・19年内閣官房副長官補・17年ベルギー大使）
- 引原毅（19年ウィーン代表部大使・15年ラオス大使）
- 藤村和広（22年フィンランド大使・18年キューバ大使）
- 星山隆（22年ボツワナ大使）
- 柳秀直（20年ドイツ大使・17年ヨルダン大使）
- 新井辰夫（18年セネガル大使・15年ジブチ大使）
- 倉光秀彰（21年モロッコ大使・18年コートジボワール大使）
- 中山泰則（20年ギリシャ大使）
- 平木塲弘人（18年外務省研修所副所長）
- 山田淳（2021年カザフスタン大使・2018年アルメニア大使）
- 山本条太（21年オマーン大使・19年関西担当大使・16年フィンランド大使）
- 松田邦紀（2021年ウクライナ大使・2018年パキスタン大使）